# Chacun son cinéma
Chacun son cinéma ou Ce petit coup au cœur quand la lumière s'éteint et que le film commence är en fransk antologifilm från 2007, som producerades för att högtidlighålla filmfestivalen i Cannes 60-årsjubileum. Filmen består av 34 kortfilmer, vardera 3 minuter långa, i regi av totalt 36 välkända regissörer.

## Kortfilmer
- Raymond Depardon – Cinéma d'été
- Takeshi Kitano – One Fine Day
- Theo Angelopoulos – Trois minutes
- Andrej Kontjalovskij – Dans le noir
- Nanni Moretti – Diario di uno spettatore
- Hou Hsiao-hsien – The Electric Princess Picture House
- Jean-Pierre och Luc Dardenne – Dans l'obscurité
- Joel och Ethan Coen – World Cinema
- Alejandro González Iñárritu – Anna
- Zhang Yimou – En regardant le film
- Amos Gitai – Le Dibbouk de Haifa
- Jane Campion – The Lady Bug
- Atom Egoyan – Artaud Double Bill
- Aki Kaurismäki – La Fonderie
- Olivier Assayas – Recrudescence
- Youssef Chahine – 47 ans après
- Tsai Ming-liang – It's a Dream
- Lars von Trier – Occupations
- Raoul Ruiz – Le Don
- Claude Lelouch – Cinéma de boulevard
- Gus Van Sant – First Kiss
- Roman Polanski – Cinéma érotique
- Michael Cimino – No Translation Needed
- David Cronenberg – At the Suicide of the Last Jew in the World in the Last Cinema in the World
- Wong Kar-wai – I Travelled 9000 km To Give It To You
- Abbas Kiarostami – Where Is My Romeo?
- Bille August – The Last Dating Show
- Elia Suleiman – Irtebak
- Manoel de Oliveira – Rencontre unique
- Walter Salles – À 8 944 km de Cannes
- Wim Wenders – War in Peace
- Chen Kaige – Zhanxiou Village
- Ken Loach – Happy Ending
- David Lynch – Absurda